# Critică literară
Critica literară este studiul, discuția, evaluarea și interpretarea formală a textelor literare. Ca activitate conexă istoriei și teoriei literare, poate lua forma unor cronici de întâmpinare, articole (pentru uzul unui public mai larg), eseuri, studii sau cercetări universitare. Conform Johns Hopkins Guide to Literary Theory and Criticism, critica literară poate fi considerată chiar drept aplicație a teoriei literare.

## Origini
În aproximativ aceeași perioadă cu teatrologul indian Bharata Muni, autor al tratatului Natya Shastra, Aristotel impune în Grecia antică disciplina poeticii prin lucrarea sa Poetica. Prin noțiuni precum catharsis și mimesis, importanța și influența lui Aristotel se prelungesc până în ziua de azi. Un rol marcant l-au avut și criticile aduse de Platon în Republica poeziei (văzută ca imitație de grad secund). 
Horațiu a fost cel mai de seamă scriitor critic al Romei antice. Lucrarea sa Ars Poetica, în ciuda titlului, nu este un tratat sistematic al artei poeziei ci mai degrabă un set de linii directoare despre ce trebuie făcut pentru a avea succes în poezie. Alți critici importanți din Antichitate au fost Longin (sec. I d.H.) și Plotin (sec. al III-lea d.H.).
În Evul Mediu european, operele erau evaluate mai ales după valoarea lor morală. Autorii clasici nu erau luați ca modele morale din cauza păgânismului lor, iar operele lor erau evaluate mai mult pentru sfaturile retorice decât pentru valoarea lor literară. Teorii ale poeziei, ca de exemplu Poetria lui Jean de Garlande (sec. al XIII-lea), discutau probleme tehnice și alegerea potrivită a stilului. Scrierile în limba maternă nu fuseseră luate în serios înainte ca Dante Alighieri să fi scris De vulgari eloquentia (lucrare neterminată) în 1307. 
Bazele criticii textuale moderne au fost puse de neoplatonicianul Angelo Poliziano (1454-1494), care a scris Miscellaneorum centuria, și de Lodovico Castelvetro (1505-1571), care a glosat Poetica lui Aristotel. 
În timpul Renașterii, criticilor din Antichitate li s-a dat din nou atenție, ceea ce poate fi văzut în Poetica lui Iulius Caesar Scalinger (1484-1558) și în Discorsi a lui Torquato Tasso.
În Anglia, primul comentator care a scris critică literară a fost Thomas Campion (1557-1620), cu lucrarea sa Observations on the Art of English Poesie (1602), în care lăuda supremația metrului clasic. A primit un răspuns din partea lui Samuel Daniel (1563-1619) în lucrarea A Defence of Rhyme (1603), în care lăuda supremația măsurii și a accentului limbii engleze. Philip Sydney a scris The Defence of Poesie (scrisă între 1579-80, dar tipărită în 1595), o analiză a tipurilor poetice bazat pe practica clasică. George Puttenham (1529-1590) a scris critică literară elisabetană în lucrarea sa The Arte of English Poesie (1589), în care propunea, printre altele, nume englezești pentru figuri retorice împrumutate din greacă, de exemplu the over reacher în loc de hiperbolă. El i-a numit pe Sir Thomas Wyatt și pe Howard Surrey (1517-1547) ca fiind primii poeți rafinați, după încercările mai discordante ale lui John Skelton (1460-1529).

## Orientări critice moderne
- Critica sociologică
- Estetica croceană
- Formalismul rus
- Noul criticism
- Structuralismul
- Poststructuralismul
- Critica feministă
- Literatura comparată
- Analiza digitală cantitativă (distant reading)

## Critici moderni occidentali
- Sainte-Beuve
- Hippolyte Taine
- Benedetto Croce
- Șklovski
- Bahtin
- John Crowe Ransom
- György Lukács
- Kenneth Burke
- Ronald Crane
- Roman Jakobson
- Northrop Frye
- Gaston Bachelard
- Wolfgang Iser
- Hans Robert Jauss
- Georges Poulet
- Marcel Raymond
- Gaetan Picon
- Roland Barthes
- Julia Kristeva
- Harold Bloom
- Terry Eagleton
- Franco Moretti
- Gayatri Spivak

## Critici români
- Titu Maiorescu
- C. Dobrogeanu-Gherea
- Mihail Dragomirescu
- Nicolae Iorga
- Ilarie Chendi
- Garabet Ibrăileanu
- Eugen Lovinescu
- Monica Lovinescu
- Perpessicius
- Paul Zarifopol
- D. Caracostea
- Nicolae Cartojan
- G. Călinescu
- Tudor Vianu
- Șerban Cioculescu
- Pompiliu Constantinescu
- Adrian Marino
- Vladimir Streinu
- Al. Piru
- Paul Cornea
- Ovid S. Crohmălniceanu
- Paul Georgescu
- Virgil Nemoianu
- Toma Pavel
- Matei Călinescu
- Livius Ciocârlie
- Nicolae Manolescu
- Eugen Simion
- Valeriu Cristea
- Gheorghe Grigurcu
- Eugen Negrici
- Ion Pop
- Laurențiu Ulici
- Florin Manolescu
- Mircea Martin
- Dan Horia Mazilu
- Marin Mincu
- Mircea Muthu
- Irina Petraș
- Alex. Ștefănescu
- Ion Bogdan Lefter
- Dan C. Mihăilescu
- Radu G. Țeposu
- Paul Cernat
- Mihai Iovănel
- Andrei Terian